# Hydrophorus spinicornis
Hydrophorus spinicornis är en tvåvingeart som beskrevs av Friedrich Hermann Loew 1858. Hydrophorus spinicornis ingår i släktet Hydrophorus och familjen styltflugor. Inga underarter finns listade i Catalogue of Life.